# Sault Ste. Marie (circonscription provinciale)
Circonscription électorale provinciale du Canada
Sault Ste. Marie est une circonscription provinciale de l'Ontario représentée à l'Assemblée législative de l'Ontario depuis 1902.

## Géographie
La circonscription consiste en la ville de Sault-Sainte-Marie
L'unique circonscription adjacente est Algoma—Manitoulin.

## Historique
| Législature                                         | Années        | Député           | Député               | Parti                      |
| --------------------------------------------------- | ------------- | ---------------- | -------------------- | -------------------------- |
| Sault Ste. Marie Circonscription issue d'Algoma-Est |               |                  |                      |                            |
| 10e                                                 | 1902-1903     |                  | Andrew Miscampbell   | Conservateur               |
| 10e                                                 | 1903-1904     |                  | Charles Napier Smith | Libéral                    |
| 11e                                                 | 1904-1908     |                  | Charles Napier Smith | Libéral                    |
| 12e                                                 | 1908-1911     |                  | William Hearst       | Conservateur               |
| 13e                                                 | 1911-1914     |                  | William Hearst       | Conservateur               |
| 14e                                                 | 1914-1919     |                  | William Hearst       | Conservateur               |
| 15e                                                 | 1919-1923     |                  | James Cunningham     | Travailliste               |
| 16e                                                 | 1923-1926     |                  | James Lyons          | Conservateur               |
| 17e                                                 | 1926-1929     |                  | James Lyons          | Conservateur               |
| 18e                                                 | 1929-1934     |                  | James Lyons          | Conservateur               |
| 19e                                                 | 1934-1937     |                  | Augustus Roberts     | Libéral                    |
| 20e                                                 | 1937-1937     | Richard McMeekin |                      | Libéral                    |
| 20e                                                 | 1937-1943     | Colin Campbell   |                      | Libéral                    |
| 21e                                                 | 1943-1945     |                  | George Isaac Harvey  | Commonwealth coopératif    |
| 22e                                                 | 1945-1948     |                  | George Isaac Harvey  | Commonwealth coopératif    |
| 23e                                                 | 1948-1951     |                  | George Isaac Harvey  | Commonwealth coopératif    |
| 24e                                                 | 1951-1955     |                  | Clayton Lyons        | Progressiste-conservateur  |
| 25e                                                 | 1955-1959     |                  | Clayton Lyons        | Progressiste-conservateur  |
| 26e                                                 | 1959-1962     |                  | Clayton Lyons        | Progressiste-conservateur  |
| 26e                                                 | 1962-1963     | Arthur Wishart   |                      | Progressiste-conservateur  |
| 27e                                                 | 1963-1967     | Arthur Wishart   |                      | Progressiste-conservateur  |
| 28e                                                 | 1967-1971     | Arthur Wishart   |                      | Progressiste-conservateur  |
| 29e                                                 | 1971-1975     | John Rhodes      |                      | Progressiste-conservateur  |
| 30e                                                 | 1975-1977     | John Rhodes      |                      | Progressiste-conservateur  |
| 31e                                                 | 1977-1978     | John Rhodes      |                      | Progressiste-conservateur  |
| 31e                                                 | 1978-1981     | Russ Ramsay      |                      | Progressiste-conservateur  |
| 32e                                                 | 1981-1985     | Russ Ramsay      |                      | Progressiste-conservateur  |
| 33e                                                 | 1985-1987     |                  | Karl Morin-Strom     | Nouveau Parti démocratique |
| 34e                                                 | 1987-1990     |                  | Karl Morin-Strom     | Nouveau Parti démocratique |
| 35e                                                 | 1990-1995     | Tony Martin      |                      | Nouveau Parti démocratique |
| 36e                                                 | 1995-1999     | Tony Martin      |                      | Nouveau Parti démocratique |
| 37e                                                 | 1999-2003     | Tony Martin      |                      | Nouveau Parti démocratique |
| 38e                                                 | 2003-2007     |                  | David Orazietti (en) | Libéral                    |
| 39e                                                 | 2007-2011     |                  | David Orazietti (en) | Libéral                    |
| 40e                                                 | 2011-2014     |                  | David Orazietti (en) | Libéral                    |
| 41e                                                 | 2014-2017     |                  | David Orazietti (en) | Libéral                    |
| 41e                                                 | 2017-2018     |                  | Ross Romano          | Progressiste-conservateur  |
| 42e                                                 | 2018-2022     |                  | Ross Romano          | Progressiste-conservateur  |
| 43e                                                 | 2022-2025     |                  | Ross Romano          | Progressiste-conservateur  |
| 44e                                                 | 2025-en cours | Chris Scott      |                      | Progressiste-conservateur  |

## Circonscription fédérale
Depuis les élections provinciales ontariennes du 4 octobre 2007, l'ensemble des circonscriptions provinciales et des circonscriptions fédérales sont identiques.